# Banzai Pipeline

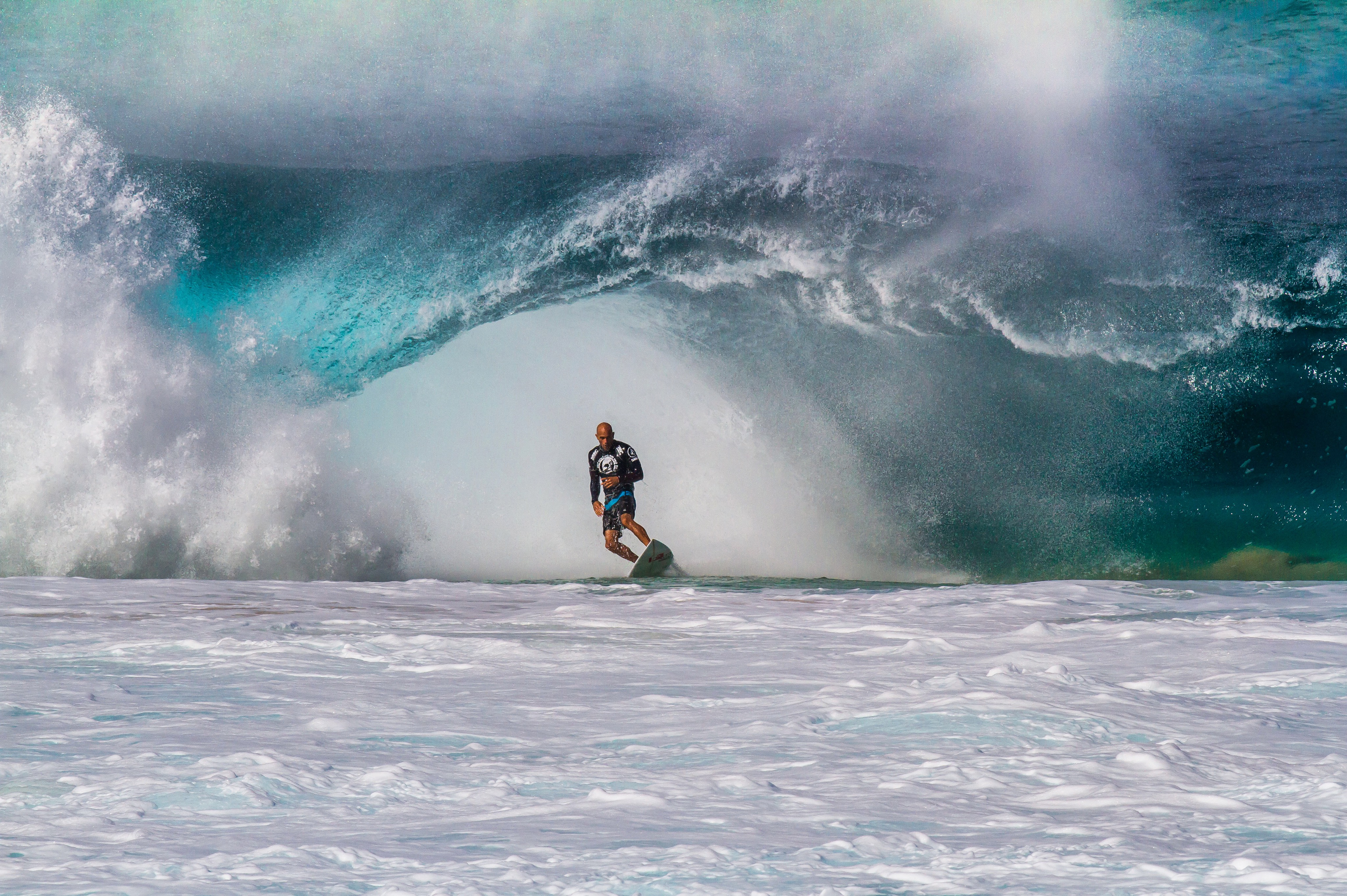
Kelly Slater en Banzai Pipeline en 2014

Banzai Pipeline (más conocida como Pipeline o Pipe) es una rompiente de ola localizada frente a la playa de Ehukai en el distrito hawaiano de Pūpūkea, en la isla de Oahu en Hawái, Estados Unidos.  Es una de las olas más conocidas del mundo.

## Descripción
La ola rompe hacia la izquierda sobre tres fondos de arrecife de coral. La refracción del oleaje es en gran parte responsable de Pipeline.  Estos arrecifes submarinos han sido bautizados First Reef, Second Reef y Third Reef (Primer, Segundo y Tercer arrecife). El pico de despegue más popular es el Primer arrecife, el más cercano a la costa. Las veloces olas cilíndricas se rompen a solo unos metros por encima de las estructuras submarinas. En el área interior, las inmersiones de pato (duck dives) se realizan con entre dos y cinco pies de agua salada, según la marea y el oleaje.
También existen varias agujas dentadas de lava submarinas que pueden lesionar a los surfistas caídos. Cuando la arena se acumula en el arrecife de Pipeline, las olas pueden volverse impredecibles y "cerrarse" violentamente (romperse todas a la vez en lugar de hacerlo de una manera que permita a un surfista subirse a la ola).
Cuando el oleaje llega a la playa desde el norte, se forma una rompiente hacia la derecha llamada Backdoor, considerada más peligrosa que Banzai Pipeline.

## Historia

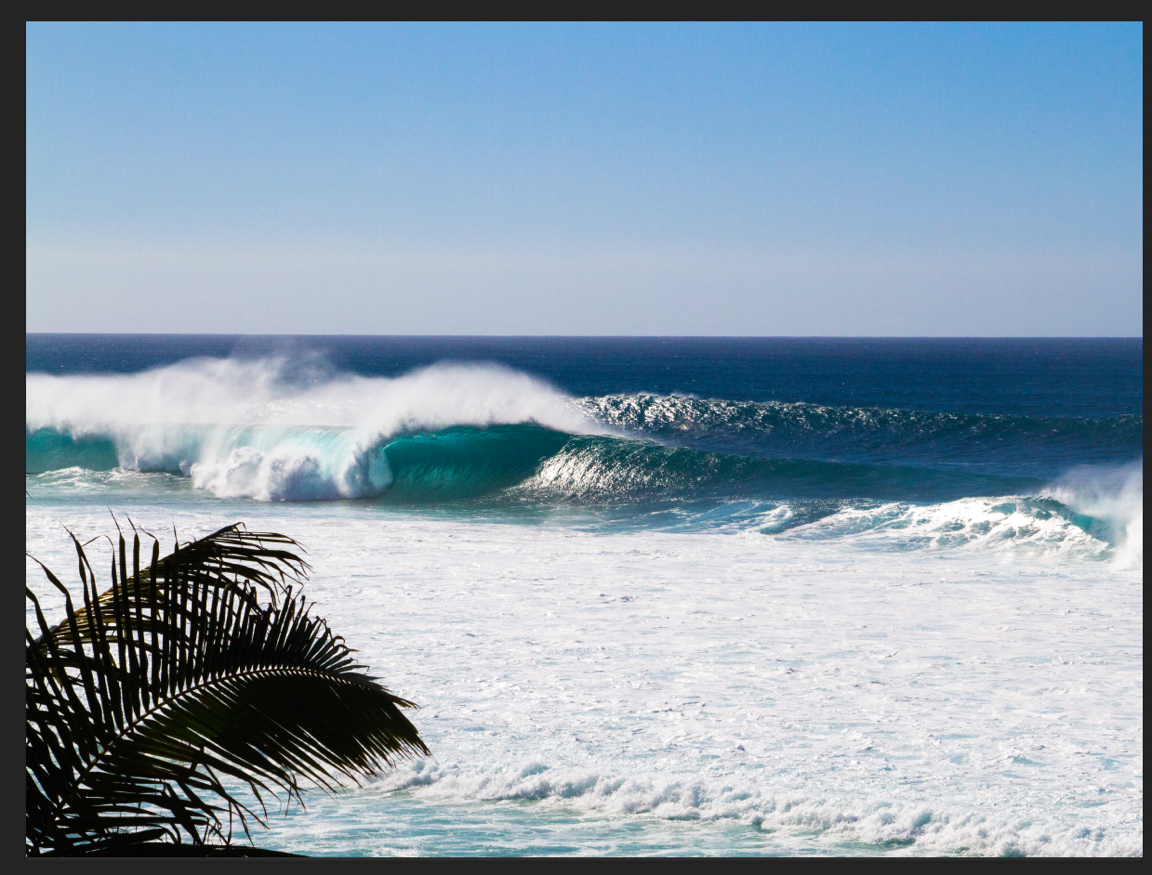
Ola en Banzai Pipeline

Fue surfeada por primera vez por Phil Edwards y Mike Diffenderfer en 1961. Viene surfeándose de manera competitiva desde 1971 a partir de la primera edición del Pipeline Masters y, en la actualidad, es sede fija de una de las pruebas correspondientes al World Surf League Championship Tour, entre otras competiciones.

## Riesgos
Es una de las zonas surferas con más índice de mortalidad, debido a las inmensas olas y a los peligrosos arrecifes. Numerosos fotógrafos y surfistas han fallecido en este paradisíaco lugar por culpa de esta ola. Uno de los casos más citados fue en 2005 cuando el joven surfista tahitiano de 25 años, Malik Joyeux, murió al ser golpeado probablemente por su tabla.